# Agrotis calcigena
Agrotis calcigena är en fjärilsart som beskrevs av Sohn-rethel 1929. Agrotis calcigena ingår i släktet Agrotis och familjen nattflyn. Inga underarter finns listade i Catalogue of Life.